# Krzyż Ruperta
Krzyż Ruperta – stosowany w sfragistyce, medalierstwie, heraldyce oraz przy projektowaniu orderów i odznaczeń - jako określony kształt krzyża równoramiennego, o mniej lub bardziej zaokrąglonych na zewnątrz końcach ramion, zbudowany na łukach, gdzie ramiona rozszerzają się od środka krzyża na zewnątrz.
Przykłady zastosowania tej formy krzyża znajdujemy w projektach: Distinguished Service Order, Orderu Gwiazdy Jerzego Czarnego, Krzyża Żelaznego, Orderu św. Katarzyny Męczennicy, Orderu Niemieckiego III Rzeszy, oraz w kilku polskich odznakach pułkowych z okresu II. RP. Nazwa krzyża związana jest z postacią świętego Ruperta - biskupa Salzburga.

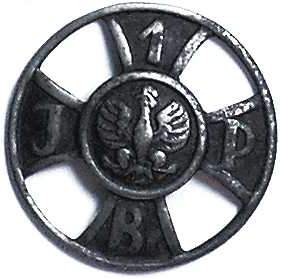
Odznaka I Brygady Legionów
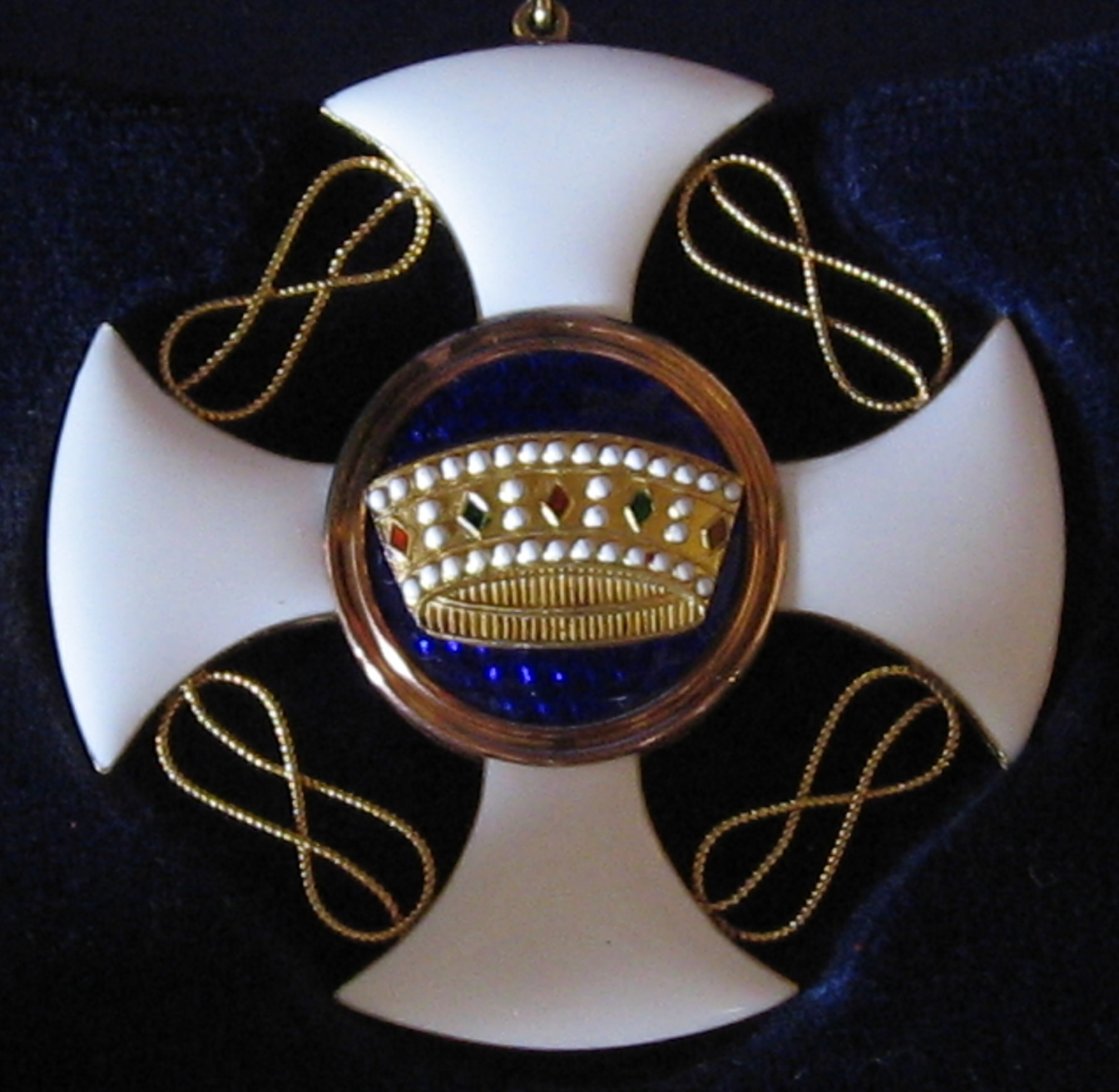
Odznaka Orderu Korony Italii
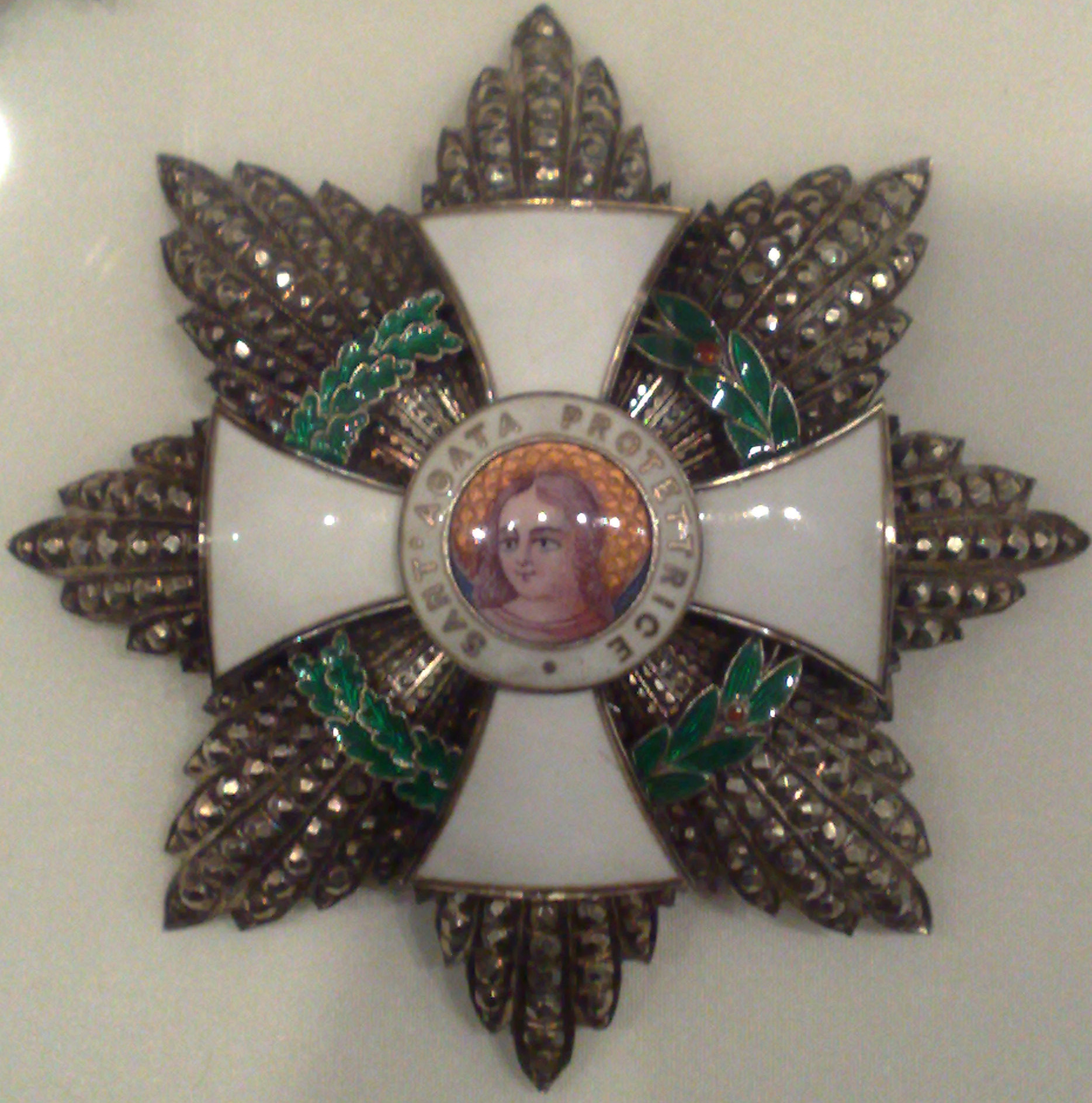
Gwiazda Orderu św. Agaty
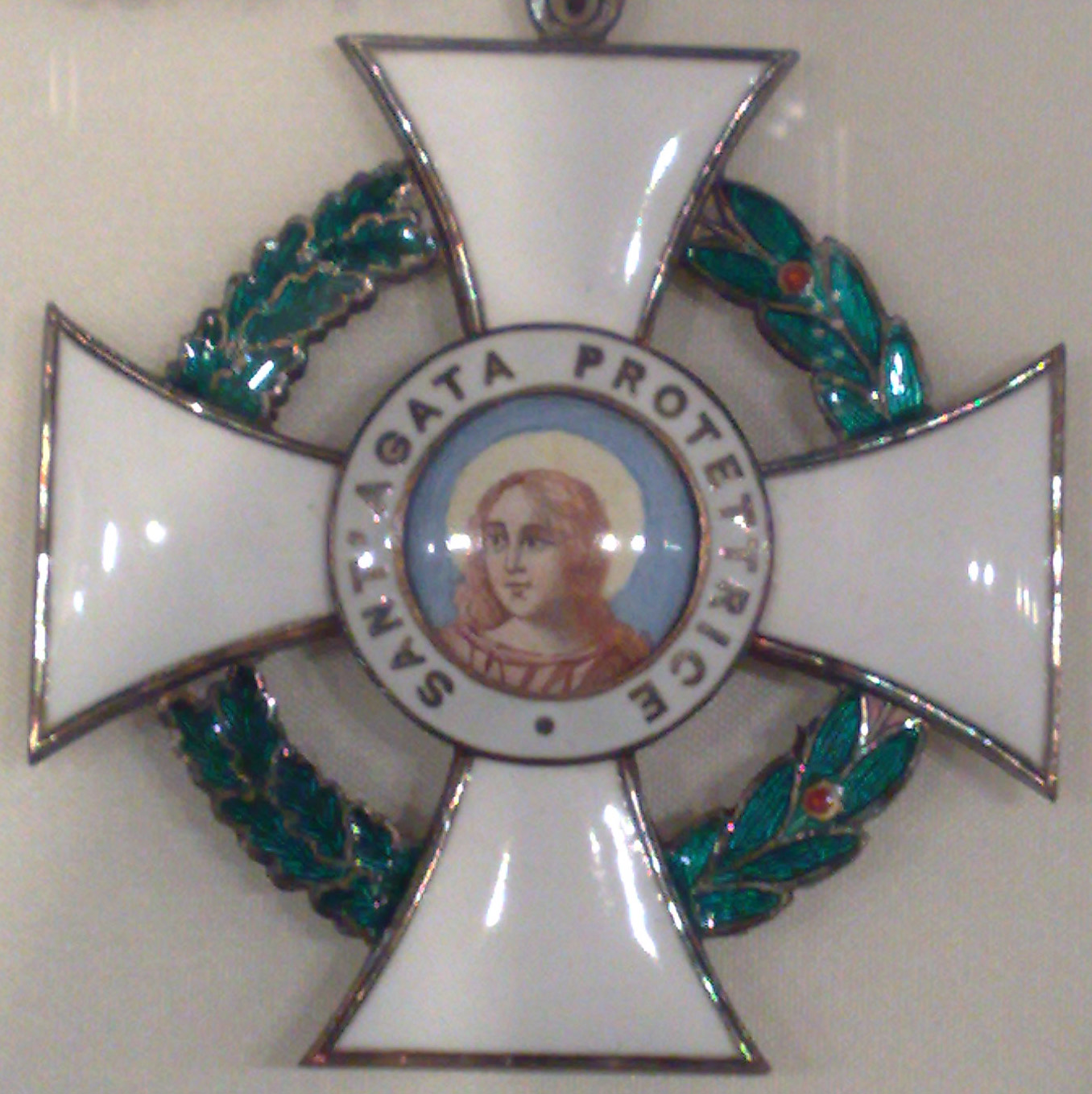
Odznaka Orderu św. Agaty